# 헤헤족
헤헤족은 동아프리카 지역의 탄자니아에 거주하는 민족이다. 탄자니아에는 120여명의 부족이 살고 있는데, 마사이족, (와)헤헤족, 마콘데족, 파파족 등이 있는데 그중의 하나이다. 헤헤족은 1891년부터 1898년까지 독일에게 거세게 저항하였다.

## 같이 보기
- 독일령 동아프리카